# Nowobiełogorka
Nowobiełogorka (ros. Новобелогорка) – wieś (sieło) w Rosji, w obwodzie orenburskim, w rejonie soroczyńskim. W 2021 liczyła 316 mieszkańców.